# The Equalizer (película)
The Equalizer (titulada The Equalizer en España; El justiciero en Hispanoamérica) es una película estadounidense de acción y suspense de 2014, dirigida por Antoine Fuqua y escrita por Richard Wenk, basada en la serie de televisión del mismo nombre. La película está protagonizada por Denzel Washington, Chloë Grace Moretz, Marton Csokas, Melissa Leo y Bill Pullman.

## Argumento
Robert McCall (Denzel Washington) es un exmilitar del Cuerpo de Marines de Estados Unidos y exagente del Servicio Clandestino de Defensa de la Agencia de Inteligencia de Defensa, ahora jubilado que vive en Boston, Massachusetts. Trabaja en una ferretería Home Mart, donde se hace amigo de muchos de sus compañeros de trabajo e intenta ayudar a un aprendiz de guardia de seguridad llamado Ralphie a pasar su examen de calificación. McCall prometió a su esposa recientemente fallecida que dejaría su antigua vida atrás, pero se ve obligado a actuar después de que una prostituta llamada Teri (Chloë Grace Moretz), cuyo verdadero nombre es Alina, sea maltratada por su proxeneta. La vida de Alina se truncó a la edad de cinco o seis años cuando fue víctima de la trata de blancas de la mafia rusa.
Robert deberá romper sus votos para vengar a Alina, quien es hospitalizada después de haber sido brutalmente golpeada por su proxeneta, Slavi (David Meunier). McCall entra en un restaurante propiedad de la mafia rusa y trata de convencer a Slavi para liberar a Alina a cambio de un pago de $9.800 dólares, pero Slavi declina la oferta. McCall está a punto de marcharse, pero cambia de opinión y mata Slavi y a cuatro de sus hombres con sus propias armas, además de eliminar las imágenes de todas las cámaras de seguridad.
En represalia, Vladimir Pushkin (Vladimir Kulich), líder de la organización, residente en Moscú, envía a su ejecutor, Teddy (Marton Csokas), a Boston para encontrar y eliminar al culpable. Mientras tanto, Ralph retira su solicitud para ser un guardia de seguridad de Home Mart para ayudar a su madre en su restaurante familiar, el cual fue incendiado por policías corruptos en un acto de extorsión. McCall se enfrenta a los policías corruptos y los obliga a devolver todo el dinero que han conseguido a través de la extorsión. Ralph pasa la prueba y se convierte en guardia de seguridad en el Home Mart.
Tras investigar los hechos, Teddy descubre que McCall es el culpable. Sorprendido por el conjunto de habilidades que McCall posee, Teddy decide capturarlo en lugar de matarlo. McCall, sin embargo, engaña a sus perseguidores y escapa, mientras realiza más actos de vigilancia. McCall visita a sus compañeros agentes jubilados Susan Plummer (Melissa Leo) y Brian Plummer (Bill Pullman) en Virginia, quienes le ayudan a adquirir información sobre las actividades de Pushkin. Susan le revela que el verdadero nombre de Teddy es Nikolai Itchenko un ex-Spetsnaz convertido en sicario de la mafia rusa. Después de irse McCall, Susan comenta a Brian que McCall no estaba buscando ayuda, sino que en realidad estaba pidiendo permiso.
McCall luego captura a Frank Masters (David Harbour), un policía corrupto de Boston que ha estado ayudando a Teddy, y lo encierra en su propio coche, al que llena con monóxido de carbono de los gases de escape para obligarlo a cooperar. Frank cede y ayuda a McCall a destruir una de las operaciones de lavado de dinero de Pushkin en Boston. Poco después, Masters le confiesa que tiene un pendrive, guardado en una caja de seguridad bancaria, con una lista de contactos políticos (entre los que hay varios gobernadores, senadores y congresistas) a los que Pushkin chantajea con su negocio de prostitución para ser legalmente intocable, así como los esquemas de las demás operaciones de Pushkin, incluido la ubicación de un barco que la organización utiliza para el contrabando de petróleo y otras mercancías. McCall envía por correo toda la información del pendrive al FBI. Más tarde, McCall se enfrenta a Teddy en un restaurante y amenaza con acabar con el imperio de Pushkin si no abandona sus negocios. Pronto destruye el barco de contenedores de la empresa pantalla de Pushkin. Insatisfecho con la falta de progreso de Teddy y sus crecientes pérdidas monetarias, Pushkin advierte a Teddy que o acaba con McCall o no regresa a Moscú.
En represalia, Teddy y sus hombres atacan el Home Mart y toman a Ralph y a los otros trabajadores como rehenes, amenazando con matarlos si McCall no se rinde. McCall entra en la tienda, desactiva la mayor parte de la iluminación y libera a Ralph, al que ordena poner a los rehenes a salvo. Luego comienza a matar a los secuaces de Teddy uno por uno. Después de una lucha entre McCall y uno de los hombres de Teddy, Ralph regresa para ayudar a McCall y recibe un disparo en la pierna. McCall manda a Ralph encender la electricidad en un tiempo exacto de 40 segundos. Además, mete pequeños contenedores de propano y oxígeno en un horno de microondas, causando una explosión que mata al último de los hombres de Teddy. McCall finalmente mata a Teddy con una pistola de clavos.
A los pocos días, McCall viaja a Moscú, entra en la mansión de Pushkin, elimina a sus guardias y elabora una trampa eléctrica para matarlo. Tras su regreso a Boston, se encuentra inesperadamente con Alina, quien se ha recuperado de sus heridas. Ella le da las gracias por darle una segunda oportunidad y le comenta que alguien le dejó un sobre con $9.800 dólares en el hospital. En la última escena se observa que McCall pretende seguir utilizando sus habilidades para ayudar a las personas necesitadas ofreciendo sus servicios de justiciero a través de un anuncio en línea, en el que se identifica como "The Equalizer». Pronto recibe una petición de ayuda a la que responde afirmativamente.

## Reparto
| Actor              | Nacionalidad   | Personaje                       |
| ------------------ | -------------- | ------------------------------- |
| Denzel Washington  | Estados Unidos | Robert McCall / The Equalizer   |
| Chloë Grace Moretz | Estados Unidos | Teri / Alina                    |
| Marton Csokas      | Nueva Zelanda  | Teddy Rensen / Nicolai Itchenko |
| David Harbour      | Estados Unidos | Frank Masters                   |
| Melissa Leo        | Estados Unidos | Susan Plummer                   |
| Bill Pullman       | Estados Unidos | Brian Plummer                   |
| Haley Bennett      | Estados Unidos | Mandy                           |
| Robert Wahlberg    | Estados Unidos | Detective Harris                |
| David Meunier      | Estados Unidos | Slavi                           |
| Matt Lasky         |                | Marat                           |
| Allen Maldonado    |                | Marcus                          |
| Debra Garrett      |                | Jade                            |
| Mike O'Dea         |                | Remar                           |
| James Wilcox       |                | Pederson                        |
| Johnny Skourtis    |                | Ralphie                         |

## Recepción
The Equalizer ha recibido reseñas generalmente mixtas a positivas de parte de la crítica y de la audiencia. En el portal de internet Rotten Tomatoes, la película posee una aprobación de 60%, basada en 203 reseñas, con una calificación de 5.7/10 y un consenso crítico que dice «The Equalizer tiene más estilo violento que significativo, pero con Antoine Fuqua detrás de las cámaras y Denzel Washington haciendo justicia, se cumple». De parte de la audiencia tiene una aprobación de 76%, basada en más de 50 000 votos, con una calificación de 3.9/5.
El sitio web Metacritic le ha dado a la película una puntuación de 57 de 100, basada en 41 reseñas, indicando "reseñas mixtas o promedio». Las audiencias encuestadas por CinemaScore le han dado a la película una «A-" en una escala de A+ a F, mientras que en el sitio IMDb los usuarios le han dado una calificación de 7.2/10, sobre la base de 347 061 votos. En la página FilmAffinity la cinta tiene una calificación de 6.2/10, basada en 22 309 votos.